# Jean Ier (prince de Liechtenstein)
Pour les articles homonymes, voir Jean Ier.
 (février 2019).
Si vous disposez d'ouvrages ou d'articles de référence ou si vous connaissez des sites web de qualité traitant du thème abordé ici, merci de compléter l'article en donnant les références utiles à sa vérifiabilité et en les liant à la section « Notes et références ».
Jean Ier, prince de Liechtenstein - Jean Népomucène Joseph de Liechtenstein - (né le 26 juin 1760 à Vienne, où il est mort le 20 avril 1836) est le fils du prince François-Joseph Ier et de la princesse Léopoldine de Sternberg. Il est prince souverain de Liechtenstein de 1805 à 1836.
Il officie en tant que général de l’armée autrichienne, et participa notamment à la bataille d’Austerlitz.

## Biographie

### Jeunesse et premières armes
Dès sa jeunesse, il est attiré par l'armée et c'est un ami de la famille, le maréchal Lach, qui s'occupe et surveille personnellement sa formation militaire. À 22 ans, il entre comme lieutenant dans le régiment de cuirassiers Anspach. Après avoir obtenu les grades de Rittmeister, en 1783, de Major, en 1787, dans le régiment de dragons Harrach, il lui est donné d'affronter l'ennemi pour la première fois en 1788, durant la guerre contre les Turcs.

### Laguerre austro-turque(1788-1791)
À peine arrivé entre Temlin et Belgrade, il démontre, dans de nombreux combats avec les avant-postes turcs, une telle assurance qu'il est bientôt promu  lieutenant-colonel au régiment de chevau-légers Kinsky. Mais c'est à Czettin, dont les Turcs tentent en vain de s'emparer, qu'il gagne la croix de chevalier de l'ordre de Marie-Thérèse. Le 20 juillet 1790, il est, avec Gyulay, le premier à franchir les murs de la place. Peu après, il prend le commandement de son régiment.

### Les guerres révolutionnaires (1789-1797)
Durant les guerres de la Révolution, en 1789-1790, et 1792-1797, il continue de se faire remarquer par sa bravoure et semer la déroute parmi les cavaliers adverses.
Le 12 septembre 1793, à Avesnes-le-Sec, près de Cambrai, il résiste, malgré une infériorité numérique flagrante et force même l'infanterie adverse à former le carré, que la fougue des cavaliers de Liechtenstein (le général Bellegarde est également présent ainsi que deux escadrons du Royal-Allemand) brise pourtant. La journée rapporte 5 drapeaux, 70 chevaux, 20 canons, 3 000 fusils, tout le train, 2 000 prisonniers en plus des 2 000 tués chez l'ennemi. Le 29 septembre 1793, il est à Saint-Rémy Malbatie sur la Sambre, près de Maubeuge : il emporte les défenses à la tête d'un division de son régiment. Le 24 mai 1794, à Erquelinnes, il poursuit victorieusement les Français échappés des fortifications (les Français essayent à cette époque de s'avancer au nord de la Sambre). Le 12 juin, Liechtenstein est nommé général-major.
En 1796, il peut de nouveau donner des preuves de ses talents. Le 24 août, il est à Amberg, les 1er et 3 septembre à Wurtzbourg, où il met les fantassins français en déroute, malgré les efforts de Jourdan. L'archiduc Charles le serre dans ses bras sur le champ de bataille. Sa conduite durant la campagne de 1796 lui vaut, le 26 septembre, la croix de commandant dans l'ordre de Marie-Thérèse.

### Campagne d'Italie
En 1799, il est en Italie, et participe victorieusement à la bataille de la Trebbia, les 17-19 juin. Il s'y distingue en repoussant l'attaque désespérée de Macdonald, à la tête des chevau-légers Lobkowitz, de quelques hussards Blankenstein et du bataillon de grenadiers Wouvermans, infligeant aux Français de très grosses pertes. Durant la bataille, Liechtenstein a cinq chevaux blessés sous lui. Une nouvelle fois, mais c'est ici Souvorov, le général en chef le serre dans ses bras sur le champ de bataille.
Il est promu Feldmarschall Leutnant et combat, le 15 août à Novi. Du 20 novembre au 4 décembre, il dirige le siège de Cuneo.
Si la campagne de 1800 n'est pas glorieuse pour les armées autrichiennes, Liechtenstein y récolte cependant des lauriers, comme à Hohenlinden, le 3 décembre, où il résiste 6 heures aux Français, près de l'auberge de Straßmayer, puis à Anthering, le 14 décembre et dans les combats qui suivent pour couvrir, avec le corps de réserve, la retraite autrichienne. Le 14 décembre, il bat Lecourbe à Salzbourg, lequel n'est sauvé de la destruction totale que par l'arrivée propice de Moreau. Liechtenstein oppose alors une résistance farouche aux Français.
Liechtenstein reçoit, le 18 août 1801, la grand-croix de l'ordre de Marie-Thérèse.
Le 24 mars 1805, Jean de Liechtenstein entre au gouvernement de l'empire, à la place de son frère Alois Joseph, décédé. Il est alors, après l'archiduc Charles, l'un des personnages les plus populaires de son pays.
Bien que sa santé ne soit pas alors parfaite, il prend, à la mi-novembre 1805, le commandement d'un corps d'armée. Il va, avec celui-ci, combattre avec sa fougue habituelle à Austerlitz, le 2 décembre. La nuit qui suit la défaite austro-russe, il rencontre Napoléon, avec des propositions de paix. Le 4 décembre, il est aux côtés de François II lors de son entrevue avec Napoléon. Le 6 décembre, il signe, à Austerlitz, l'armistice. Enfin, avec Gyulai, il négocie les termes de la paix de Presbourg, dont il signe les termes, avec Talleyrand, le 26 décembre 1805.
Pour tous ces glorieux services, François II le décore, le 12 février 1806, du collier de la Toison d'or, puis, en 1808, il est nommé général de cavalerie.
Bien que les conquêtes de Napoléon Ier aient provoqué la disparition du Saint-Empire romain germanique l'empereur des Français ne réduit pas la principauté au rang d'État médiatisé comme il le fait pour beaucoup d'autres fiefs allemands mais le fait entrer dans la confédération du Rhin.
En 1809, malgré une santé toujours chancelante, il sert son pays. Il prépare cette campagne sans prendre de repos. Le 20 avril, il entre dans Ratisbonne, que les Autrichiens doivent évacuer le 23. À Essling et à Wagram, il démontre encore ses qualités. Le 31 juillet, après le départ de l'archiduc Charles, Liechtenstein prend le commandement général de l'armée autrichienne. Il signe la paix de Schönbrunn, le 14 octobre 1809, jour anniversaire de la paix de Westphalie, aux côtés de Champagny.
Il prend part à la campagne de France (1814) comme commandant des troupes autrichiennes assiégeant Besançon du 9 janvier au 2 mai.

### Retraite et mort
Mais tous ces efforts altèrent fortement la santé de Liechtenstein et il doit quitter le service actif. Ce Feldmarshall qui, de façon presque incroyable, malgré vingt-quatre chevaux tués sous lui, dans 13 campagnes, ne fut jamais blessé (mis à part quelques contusions à Wagram), se consacre désormais à sa famille, à ses proches et aux gens qui le servent. Il soutient les arts et la culture, l'agriculture, l'industrie, l'architecture,…
Jean de Liechtenstein meurt à Vienne le 20 avril 1836, à l'âge de 75 ans. Le prince de Ligne le qualifie dans ses mémoires de « vrai héros ». Remarquable officier de cavalerie, il fait preuve d'une très grande bravoure au combat et est économe du sang de ses hommes, dont il est admiré. Jean Tranié et Juan-Carlos Carmigniani décrivent le prince comme un « général de cavalerie entraîneur d'hommes, énergique et brave, estimé par Napoléon qui ne perdra jamais une occasion de lui témoigner sa bienveillance ».

## Mariage et descendance
Jean Ier se marie le 12 avril 1792 à Vienne avec la landgravine Josepha de Fürstenberg-Weitra (21 juin 1776 – 23 février 1848). Ils ont treize enfants :
- Léopoldine (11 septembre 1793 – 28 juillet 1808) ;
- Aloïs II (26 mai 1796 – 12 novembre 1858), prince de Liechtenstein ;
- Sophie (5 septembre 1798 – 17 juin 1869), épouse en 1817 Vinzenz Graf Esterházy von Galántha ;
- Marie-Joséphine (11 janvier 1800 – 14 juin 1884) ;
- François-Joachim (25 février 1802 – 31 mars 1887), épouse à Vienne, le 3 juin 1841 la comtesse Ewa Józefina Potocka, dite « Julia ». Ils sont parents de quatre enfants[7]. Major-général dans l'armée autrichienne, il est l'ancêtre du prince François-Joseph II ;
- Charles-Jean de Liechtenstein (en) (14 juin 1803 – 12 octobre 1871) ;
- Clotilde (19 avril 1804 – 27 janvier 1807) ;
- Henriette (1er avril 1806 – 15 juin 1886), épouse en 1825 Joseph Graf Hunyady von Kethély
- Frédéric (22 septembre 1807 – 1er mai 1885) ;
- Édouard de Liechtenstein (en) (22 février 1809 – 27 juin 1864) ;
- Auguste (22 avril 1810 – 27 mai 1824) ;
- Ida (12 septembre 1811 – 27 juin 1884), épouse en 1832 Karl Fürst Paar ;
- Rodolphe (5 octobre 1816 – 19 juin 1848).